# Бета-эндорфин
Бета-эндорфин — нейропептид из группы эндорфинов, образующийся во многих клетках ЦНС и являющийся эндогенным лигандом-агонистом опиоидных рецепторов. Впервые описан в 1976 году.

## Функции в организме
Бета-эндорфин также является одним из гормонов средней доли гипофиза, производимым меланотропными клетками гипофиза из проопиомеланокортина. Вместе с бета-эндорфином производятся также альфа-меланоцитстимулирующий гормон, гамма-липотропный гормон и др. Значительные количества бета-эндорфина найдены также в половых железах, в кишечнике и др. Физиологические функции бета-эндорфина многообразны: это и обезболивающее действие (регуляция чувствительности ноцицептивных и антиноцицептивных систем), и противошоковое, антистрессовое действие, и угнетающее действие на функцию гипоталамо-гипофизарно-гонадной оси на всех её уровнях, и понижение аппетита, и понижение тонуса симпатической нервной системы, торможение секреторной активности и перистальтики в ЖКТ и мн.др.

## Медицинские аспекты
Обсуждаются перспективы оценки уровня пептида в плазме крови в качестве индикатора адаптации к стрессорным воздействиям. Существуют сведения о возможности использования β-эндорфина в диагностических целях и для оценки эффективности лечения аффективных нарушений, в частности, депрессии.